# Krarup Kirke
Krarup Kirke er en middelalderlig kirke i den vestlige del af landsbyen Krarup på Fyn.
Kirken hører til de få, der har tårnet i den østlige ende.

## Eksterne kilder og henvisninger
- Krarup Kirke på KortTilKirken.dk
- Krarup Kirke på danmarkskirker.natmus.dk (Danmarks Kirker, Nationalmuseet)